# Ommatius fallax
Ommatius fallax är en tvåvingeart som beskrevs av Jacques-Marie-Frangile Bigot 1859. Ommatius fallax ingår i släktet Ommatius och familjen rovflugor. Inga underarter finns listade i Catalogue of Life.